# جک وب
جک وب (انگلیسی: Jack Webb؛ ۲ آوریل ۱۹۲۰ – ۲۲ دسامبر ۱۹۸۲) هنرپیشه، کارگردان و فیلم‌نامه‌نویس اهل ایالات متحده آمریکا بود. وی بین سال‌های ۱۹۴۶ تا ۱۹۷۹ میلادی فعالیت می‌کرد.
از فیلم‌هایی که وی در آن نقش داشته است، می‌توان به سان‌ست بلوار اشاره کرد.